# Vesi-Kivijärvi
Vesi-Kivijärvi eller Kivijärvi är en sjö i Finland. Den ligger i kommunen Posio i landskapet Lappland, i den norra delen av landet, 700 km norr om huvudstaden Helsingfors. Kivijärvi ligger 211,4 meter över havet. Arean är 20,2 hektar och strandlinjen är 4,43 kilometer lång. Sjön  ingår i Ijo älvs huvudavrinningsområde. 